# كو باكر
كو باكر (بالهولندية: Cor Bakker)‏ ولد بتاريخ 2 أكتوبر 1918 في هولندا، وتوفي في 18 ديسمبر 2011 في هولندا، كان دراج هولندي.

## روابط خارجية
- كو باكر على موقع أرشيف الدراجات (الإنجليزية)
- كو باكر على موقع إحصائيات الدراجات الإحترافية (الإنجليزية)